# HOT STUFF (シェリー・サベッジの曲)
「HOT STUFF」（ホットスタッフ）は、シェリー・サベッジ（Sherri Savage）のシングル。1984年10月25日にバーボンレコードから発売された。

## 概要
- 表題曲「HOT STUFF」は、日本テレビ系テレビアニメ『キャッツ♥アイ』の第2期エンディングテーマとして使用された。
- カップリング曲「Flying in the twilight」は、『キャッツ♥アイ』の第2期で挿入歌として使用された。
- シェリー・サベッジについての情報は、ジャケット写真に使用された顔写真のみが公表されている。出身国や生年月日などの詳しいプロフィールは一切公表されていない。また、「HOT STUFF」以外の作品はリリースしていない。

## 収録曲
1. HOT STUFF [4:21]
歌：シェリー・サベッジ
作詞：BRIAN RICHY、作曲：つのごうじ、編曲：新川博
  - 日本テレビ系テレビアニメ『キャッツ♥アイ 2nd Season』エンディングテーマ
2. Flying in the twilight [3:37]
歌：刀根麻理子
作詞：伊達歩、作曲：和泉常寛、編曲：新川博
  - 日本テレビ系テレビアニメ『キャッツ♥アイ 2nd Season』挿入歌

## 収録アルバム
| 曲名                   | 収録アルバム                                                | 発売日         | 規格品番   | トラック番号 |
| ---------------------- | ----------------------------------------------------------- | -------------- | ---------- | ------------ |
| HOT STUFF              | 『キャッツ・アイ オリジナル・サウンドトラック』             | 1984年11月25日 | BMC-4037   | #8           |
| HOT STUFF              | 『アニメ・ミュージック・カプセル「キャッツ・アイSeason2」』 | 2008年10月18日 | CDSOL-1270 | #32 #34      |
| Flying in the twilight | 『キャッツ・アイ オリジナル・サウンドトラック』             | 1984年11月25日 | BMC-4037   | #14          |
| Flying in the twilight | 『ゴールデン☆ベスト 刀根麻理子』                            | 2004年12月22日 | TKCA-72799 | #3           |
| Flying in the twilight | 『アニメ・ミュージック・カプセル「キャッツ・アイSeason2」』 | 2008年10月18日 | CDSOL-1270 | #35          |

## カバー
| 曲名      | 歌手       | 収録アルバム     | 発売日         | 規格品番   | トラック番号 |
| --------- | ---------- | ---------------- | -------------- | ---------- | ------------ |
| HOT STUFF | 刀根麻理子 | 『Mariko Brand』 | 1986年11月25日 | 28BLC-3019 | A-#2         |